# Trate (Gresik)
Trate is een bestuurslaag in het regentschap Gresik van de provincie Oost-Java, Indonesië. Trate telt 3231 inwoners (volkstelling 2010).